# Каленборн-Шојерн
Каленборн-Шојерн (њем. Kalenborn-Scheuern) општина је у њемачкој савезној држави Рајна-Палатинат. Једно је од 109 општинских средишта округа Вулканајфел. Према процјени из 2010. у општини је живјело 475 становника. Посједује регионалну шифру (AGS) 7233036.

## Географски и демографски подаци
Каленборн-Шојерн се налази у савезној држави Рајна-Палатинат у округу Вулканајфел. Општина се налази на надморској висини од 450 метара. Површина општине износи 7,3 km². У самом мјесту је, према процјени из 2010. године, живјело 475 становника. Просјечна густина становништва износи 65 становника/km².